# Конюшина багряна
Конюшина багряна (Trifolium incarnatum) — вид квіткових рослин з родини бобових (Fabaceae).

## Біоморфологічна характеристика
Це однорічний (рідше дворічний) вид, що цвіте з травня по серпень. Стебла прямі чи висхідні, 20–50(65) см завдовжки, запушені, від простих до рясно розгалужених. Листки густо волосисті, листочки від округлих до широко-яйцюватих, розміром до 40 × 30 мм, запушені з обох сторін; листкова ніжка до 150 мм завдовжки, запушена. Суцвіття від яйцюватої до циліндричної форми, у довжину 15–70 мм, ушир 12–25 мм, квітконіжка густо запушена. Віночок від жовтувато-білого до темно-червоного забарвлення, 10–15 мм, значно перевищує чашечку, з пелюстками, спаяними біля основи; чашечка густо запушена, трубка 2.7–5 мм, зубці менш ніж у 2 рази довші за трубку. Плід сидячий, входить до чашечки, з одним насінням. Насіння 1.5–2.3 мм, гладке, жовтувате. 2n = 14.

## Поширення
Поширення: Європа, Туреччина, пн.-зх. Іран. Росте на полях, луках, пасовищах і узбіччях доріг; віддає перевагу піщаним і глинистим ґрунтам.
В Україні вид росте на південному березі Криму.

## Значення
Дикі форми T. incarnatum є потенційними донорами генів для культивованих рослин. Природні дикі популяції випасуються дикими й одомашненими видами тварин.